# Associazione Calcio Spezia 1950-1951
Questa voce raccoglie le informazioni riguardanti l'Associazione Calcio Spezia nelle competizioni ufficiali della stagione 1950-1951.

## Stagione
Nella stagione 1950-1951 lo Spezia disputa il campionato di Serie B, un lungo torneo con 21 squadre e 42 giornate, con 36 punti in classifica si piazza in diciassettesima posizione e stante le cinque retrocessioni retrocede in Serie C con Bari, Seregno, Cremonese e Anconitana. Il torneo è stato vinto con 58 punti dalla Spal davanti al Legnano con 54 punti, entrambe promosse in Serie A.
Un pesante deficit economico grava sullo Spezia che è costretto a ridimensionare la squadra cedendo Gastone Lenzi e Pietro Broccini. Inizia così sotto i peggiori auspici una stagione che risulterà sportivamente fallimentare. Affidata all'allenatore Sergio Bertoni, la squadra spezzina è debole e con poco carattere, non basta l'impennata d'orgoglio del girone di ritorno per salvarla dalla Serie C. La sentenza arriva nelle ultime due giornate con il pareggio interno (1-1) con la Salernitana e la sconfitta (1-0) di Livorno. Con otto reti Evaristo Malavasi e Fabio Frugali sono risultati i migliori realizzatori di questa deludente stagione.

## Rosa
| N. |                   | Ruolo | Calciatore       |
| -- | ----------------- | ----- | ---------------- |
|    | Italia (bandiera) | C     | Eros Baccalini   |
|    | Italia (bandiera) | C     | Amedeo Banci     |
|    | Italia (bandiera) | D     | Elio Bertoni     |
|    | Italia (bandiera) | C     | Renzo Bragoni    |
|    | Italia (bandiera) | C     | Luciano Cappelli |
|    | Italia (bandiera) | P     | Sergio Chellini  |
|    | Italia (bandiera) | P     | Enzo Fabbri      |
|    | Italia (bandiera) | C     | Rinaldo Fiumi    |
|    | Italia (bandiera) | A     | Fabio Frugali    |
|    | Italia (bandiera) | C     | Dino Guastini    |
|    | Italia (bandiera) | C     | Lando Macchi     |

| N. |                     | Ruolo | Calciatore           |
| -- | ------------------- | ----- | -------------------- |
|    | Italia (bandiera)   | A     | Evaristo Malavasi    |
|    | Italia (bandiera)   | D     | Piero Mocca          |
|    | Italia (bandiera)   | D     | Franco Moretti       |
|    | Italia (bandiera)   | A     | Benedetto Nevano     |
|    | Italia (bandiera)   | C     | Giuseppe Pozzo       |
|    | Italia (bandiera)   | D     | Giovanni Pramaggiore |
|    | Italia (bandiera)   | A     | Bruno Ragazzo        |
|    | Italia (bandiera)   | A     | Nerone Reddi         |
|    | Italia (bandiera)   | C     | Carlo Sgobbi         |
|    | Ungheria (bandiera) | C     | Mihály Uram          |

## Risultati

### Campionato

#### Girone di andata
| Arbitro: | Marchetti (Milano) |

|            |           |  |
| Pozzan 20’ | Marcatori |  |

| Arbitro: | Marchese (Napoli) |

|              |           |                |
| Tavellin 59’ | Marcatori | 27’, 57’ Reddi |

| Arbitro: | Franzi (Vercelli) |

|                                |           |  |
| Macchi 17’ Pozzo 54’ Reddi 68’ | Marcatori |  |

| 1º ottobre 1950 4ª giornata |  | – Turno di riposo SPEZIA |  |  |

| Arbitro: | Buratti (Milano) |

|  |           |                                        |
|  | Marcatori | 48’ Quaresima 65’ Lerici 79’ Gualtieri |

| Arbitro: | Gemini (Roma) |

|                                  |           |               |
| Micheloni 16’ Polo 49’ Suppi 53’ | Marcatori | 62’ Baccalini |

| Arbitro: | Corallo (Lecce) |

|                                         |           |                     |
| Voglino 18’ Brach 24’ Bertolin 29’, 69’ | Marcatori | 54’ (aut.) Avellani |

| Arbitro: | Marchese (Napoli) |

|             |           |  |
| Frugali 25’ | Marcatori |  |

| Arbitro: | Canavesio (Torino) |

|             |           |               |
| Frugali 67’ | Marcatori | 69’ Brighenti |

| Arbitro: | Tibaldi (Savona) |

|                  |           |  |
| Pozzo 31’ (aut.) | Marcatori |  |

| Arbitro: | Casini (Palermo) |

|             |           |  |
| Frugali 33’ | Marcatori |  |

| Arbitro: | Liverani (Torino) |

|                                    |           |  |
| Pozzo 17’ Frugali 20’ Malavasi 82’ | Marcatori |  |

| Arbitro: | Corallo (Lecce) |

|                 |           |           |
| Randon 81’, 89’ | Marcatori | 47’ Banci |

| Arbitro: | Poggipollini (Ferrara) |

|                                                  |           |  |
| Reddi 17’, 80’ Pozzo 40’ Malavasi 63’ Macchi 68’ | Marcatori |  |

| Arbitro: | Cicardi (Lecco) |

|                             |           |  |
| Trapanelli 20’ Castoldi 82’ | Marcatori |  |

| Arbitro: | Rigato (Mestre) |

|            |           |              |
| Secchi 68’ | Marcatori | 27’ Malavasi |

| Arbitro: | Franzi (Vercelli) |

|                  |           |  |
| Fiumi 12’ (rig.) | Marcatori |  |

| Arbitro: | Cartei (Firenze) |

|  |           |                           |
|  | Marcatori | 55’ Bennike 69’, 89’ Dini |

| Arbitro: | Bernardi (Savona) |

|                 |           |            |
| Scagliarini 56’ | Marcatori | 20’ Macchi |

| Arbitro: | Casini (Palermo) |

|                            |           |           |
| Scopigno 37’ Giorgetti 40’ | Marcatori | 49’ Pozzo |

| Arbitro: | Righi (Milano) |

|                                |           |                           |
| Fiumi 18’ Nevano 51’ Reddi 54’ | Marcatori | 19’ Candiani 20’ Petersen |

#### Girone di ritorno
| Arbitro: | Marchese (Napoli) |

|              |           |  |
| Malavasi 62’ | Marcatori |  |

| Arbitro: | Perego (Milano) |

|             |           |  |
| Frugali 40’ | Marcatori |  |

| Arbitro: | Poggipollini (Ferrara) |

|                                         |           |                       |
| Bearzi 17’ Zian 49’ Zorzi 85’ Persi 88’ | Marcatori | 2’ Malavasi 60’ Banci |

| 25 febbraio 1951 25ª giornata |  | – Turno di riposo SPEZIA |  |  |

| Arbitro: | Mosca (Napoli) |

|                                             |           |              |
| Quaresima 32’, 54’ (rig.) 67’ Chiumento 59’ | Marcatori | 70’ Malavasi |

| Arbitro: | Rigato (Mestre) |

|              |           |  |
| Malavasi 42’ | Marcatori |  |

| Arbitro: | Buratti (Milano) |

|  |           |           |
|  | Marcatori | 67’ Voogt |

| Arbitro: | Matucci (Seregno) |

|              |           |                |
| Canonico 27’ | Marcatori | 77’ Bertoni II |

| Arbitro: | Marchese (Napoli) |

|                                                            |           |  |
| Manenti 32’, 41’, 68’, 71’ Menegotti 34’ Sentimenti VI 85’ | Marcatori |  |

| Arbitro: | Agnolin (Bassano del Grappa) |

|             |           |  |
| Frugali 36’ | Marcatori |  |

| Arbitro: | Liverani (Torino) |

|              |           |  |
| Mannocci 16’ | Marcatori |  |

| Arbitro: | Pieri (Trieste) |

|                                                    |           |  |
| Bertoni III 50’, 74’, 76’ Revere 57’ Eidefjäll 89’ | Marcatori |  |

| Arbitro: | Matucci (Seregno) |

|  |           |              |
|  | Marcatori | 67’ Toncelli |

| Arbitro: | Cicardi (Lecco) |

|              |           |               |
| Broccini 22’ | Marcatori | 57’ Baccalini |

| Arbitro: | Maurelli (Roma) |

|  |           |                                               |
|  | Marcatori | 14’ Barranco 53’ Basile 61’ (rig.) Trapanelli |

| Arbitro: | Rigato (Mestre) |

|              |           |            |
| Malavasi 67’ | Marcatori | 17’ Secchi |

| Arbitro: | Cartei (Firenze) |

|                  |           |                            |
| Balbiano 9’, 44’ | Marcatori | 47’, 72’ Banci 88’ Frugali |

| Arbitro: | Gemini (Roma) |

|          |           |           |
| Dini 71’ | Marcatori | 17’ Fiumi |

| Arbitro: | Corallo (Lecce) |

|                               |           |               |
| Pozzo 50’ Bertoni II 55’, 73’ | Marcatori | 88’ Panciroli |

| Arbitro: | Cartei (Firenze) |

|             |           |                |
| Frugali 48’ | Marcatori | 36’ De Andreis |

| Arbitro: | Valsecchi (Milano) |

|              |           |  |
| Ghezzani 63’ | Marcatori |  |

## Statistiche

### Statistiche di squadra
| Competizione | Punti | In casa | In casa | In casa | In casa | In casa | In casa | In trasferta | In trasferta | In trasferta | In trasferta | In trasferta | In trasferta | Totale | Totale | Totale | Totale | Totale | Totale | DR  |
| Competizione | Punti | G       | V       | N       | P       | Gf      | Gs      | G            | V            | N            | P            | Gf           | Gs           | G      | V      | N      | P      | Gf     | Gs     | DR  |
| ------------ | ----- | ------- | ------- | ------- | ------- | ------- | ------- | ------------ | ------------ | ------------ | ------------ | ------------ | ------------ | ------ | ------ | ------ | ------ | ------ | ------ | --- |
| Serie B      | 36    | 20      | 12      | 3       | 5       | 27      | 17      | 20           | 2            | 5            | 13           | 17           | 44           | 40     | 14     | 8      | 18     | 44     | 61     | -17 |

### Statistiche dei giocatori
| Giocatore      | Serie B  | Serie B |
| Giocatore      | Presenze | Reti    |
| -------------- | -------- | ------- |
| E. Baccalini   | 6        | 1       |
| A. Banci       | 22       | 4       |
| E. Bertoni     | 33       | 3       |
| R. Bragoni     | 3        | 0       |
| L. Cappelli    | 13       | 0       |
| S. Chellini    | 13       | -18     |
| E. Fabbri      | 27       | -41     |
| R. Fiumi       | 20       | 3       |
| F. Frugali     | 38       | 8       |
| D. Guastini    | 3        | 0       |
| L. Macchi      | 36       | 3 (-2)  |
| E. Malavasi    | 36       | 8       |
| P. Mocca       | 14       | 0       |
| F. Moretti     | 22       | 0       |
| B. Nevano      | 3        | 1       |
| G. Pozzo       | 36       | 6       |
| G. Pramaggiore | 35       | 0       |
| B. Ragazzo     | 14       | 0       |
| N. Reddi       | 26       | 6       |
| C. Sgobbi      | 38       | 0       |
| M. Uram        | 2        | 0       |